# جیمز دیلمور
جیمز دیلمور (انگلیسی: James Dillimore؛ ۱۹ دسامبر ۱۸۹۴ – ۱۹۸۰ (۸۵−۸۶ سال)) بازیکن فوتبال بود.
از باشگاه‌هایی که در آن بازی کرده‌است می‌توان به باشگاه فوتبال ویموث اشاره کرد.